# Súng tiểu liên Austen
Khẩu Austen (trong "Australian Sten") là tiểu liên 9mm được tạo ra dựa trên súng Sten của Anh và phát triển trong Chiến tranh thế giới thứ hai. Tổng cộng 19.914 khẩu Austen đã được sản xuất trong chiến tranh bởi công ty TNHH Diecasters ở Melbourne và công ty TNHH W. T. Carmichael ở Sydney.

## Thiết kế và phát triển
Vì chiến tranh tại châu Âu đã huy động gần hết nguyên vật liệu hiện có của nước Anh, Úc không thể nào mua được vũ khí ở nước Anh hay Hoa Kỳ vì thế nên họ phải tự phát triển vũ khí của riêng mình. Khẩu Sten của Anh đã được làm nền tảng cho khẩu Austen. Nòng súng, thân súng, cò súng đều là sao chép của khẩu Mark II Sten, trong khi đó báng súng bộ thoi đẩy nạp đạn, kim điểm hỏa và ống ngắm rời cho đến lò xo đẩy lại đều sao chép từ khẩu MP40 của Đức. Báng súng gấp bao gồm tua vít và một thanh làm sạch với thoi đẩy nạp đạn dự trữ được cất trong ống tại báng súng. Nó có hai đệm tại tay cầm như súng nhắn (cũng sao chép của MP40), các mẫu sau có một khoang chứa các phụ tùng thay thế trong tay cầm. Khẩu tiểu liên này có các chế độ bắn từng viên hay bắn tự động 500 viên/phút.
Một tính năng thú vị khi chế tạo Austen là một số bộ phận của nó thể được tạo ra bởi quá trình đúc. Các phần như ổ cắm băng đạn, một phần máy cho báng súng và phần nửa trước của băng đạn. Thậm chí bộ tải đạn cũng được đúc. Hai công ty đã sản xuất Austen là hai công ty chuyên về đúc.
Một phiên bản đặc biệt đã được làm cho Đội biệt động Z.
Phiên bản cải tiến có tên Mark II Austen có thể gắn thêm lưỡi lê dao găm đã được thiết kế để phù hợp với một bộ phận gắn vào miệng súng cũng đã được thiết kế, tuy nhiên do sự giãn nở trong quá trình đúc chỉ có 200 mẫu thử nghiệm của loại này được chế tạo.
Khẩu Austen không đạt được thành công như khẩu Owen về mức độ phổ biến. phần lớn là vì khẩu Owen là loại vũ khí rất đáng tin cậy, phần là vì khẩu Austen được chế tạo từ việc sao chép và nâng cấp từ khẩu Sten vốn chẳng bao giờ đạt được độ tin cậy cao. Thêm nữa là khẩu Owen thích hợp với việc chiến đấu trong rừng nhiệt đới. Không nghi ngờ là hộp đạn và thoi đẩy nạp đạn của Austen gây trở ngại trong việc di chuyển trong rừng của các binh lính, và phải làm việc trong môi trường nhiều bùn đất khiến cho nó bị kẹt đạn.
Khẩu Austen trở nên quá lỗi thời sau chiến tranh và không còn được sử dụng. Trong khi đó khẩu Owen vẫn được dùng cho đến những năm 60.